# Chiesa di Santa Reparata (Castrocaro Terme e Terra del Sole)
La chiesa di Santa Reparata è la parrocchiale di Terra del Sole, frazione del comune sparso di Castrocaro Terme e Terra del Sole, in provincia di Forlì-Cesena e diocesi di Forlì-Bertinoro; fa parte del vicariato di Acquacheta.

## Storia

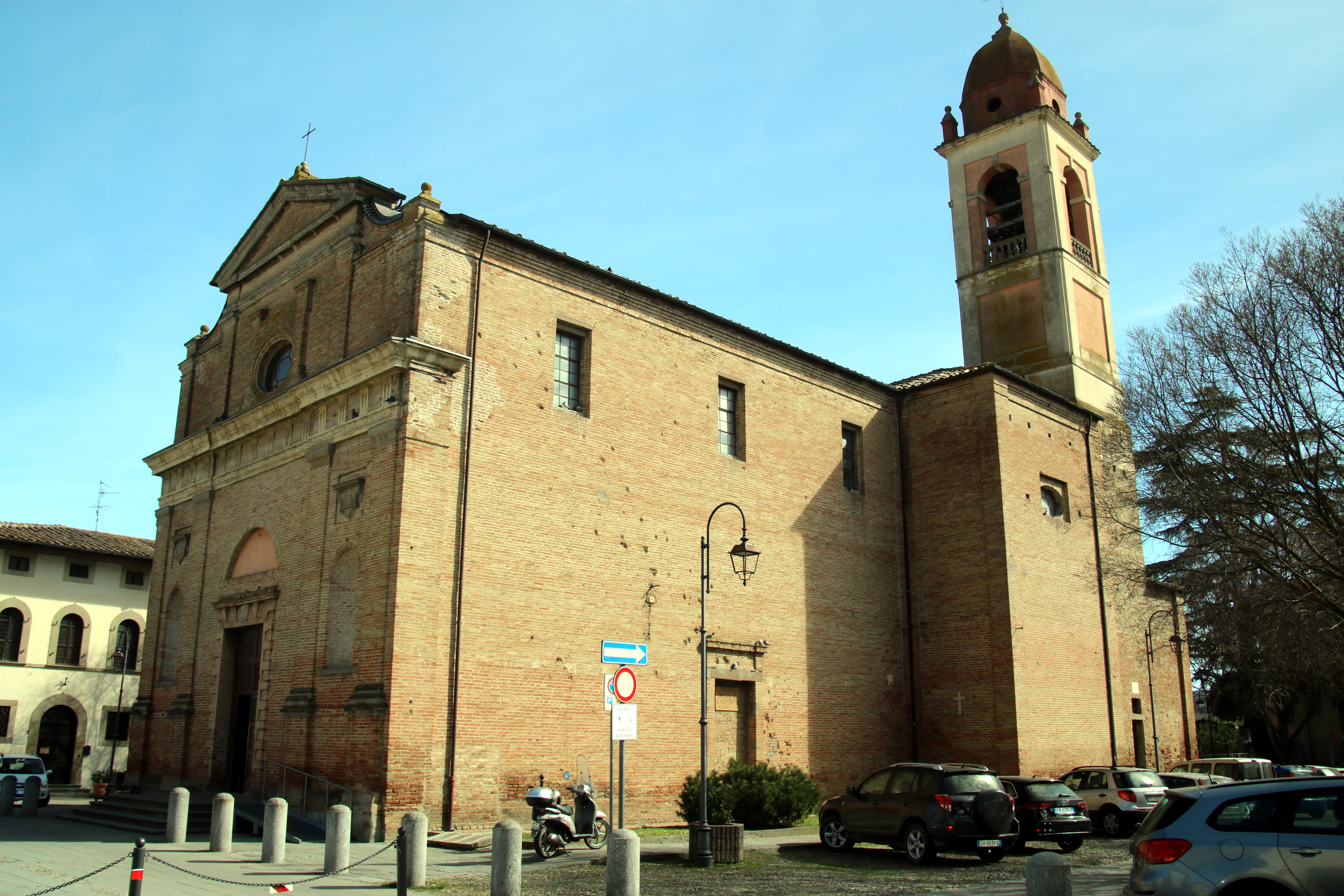
La chiesa vista da un'altra angolazione

La prima citazione di una chiesa in zona dedicata a santa Reparata risale all'anno 970; questa pieve, inizialmente dipendente dal monastero di Santa Maria Foris Portam di Faenza, fu dismessa sul finire nel XVI secolo quando venne fondato il nuovo borgo di Terra del Sole.
I lavori preparatori per la costruzione della nuova parrocchiale ebbero inizio nel 1586, mentre la prima pietra venne posta nel 1594; la chiesa, che secondo i piani originari di Cosimo I de' Medici avrebbe dovuto essere una cattedrale e sede vescovile, fu disegnata da Raffaello di Zanobi ispirandosi ai disegni di Bartolomeo Lanci e consacrata nel 1609.
Nel 1823 il primitivo campaniletto a vela fu demolito e venne edificata la nuova torre campanaria, terminata nel 1825. La struttura fu poi interessata da alcuni interventi nel 1927.

## Descrizione

### Facciata
La facciata della chiesa, che è in stile rinascimentale, è suddivisa da una cornice marcapiano, abbellita da metope e triglifi, in due registri, entrambi tripartiti da lesene doriche; quello inferiore presenta al centro il portale d'ingresso sovrastato da una lunetta e incorniciato degli stipiti dentellati, e ai lati due nicchie, mentre quello superiore è caratterizzato da una finestra ovale e coronato dal timpano triangolare, affiancato da due volute.

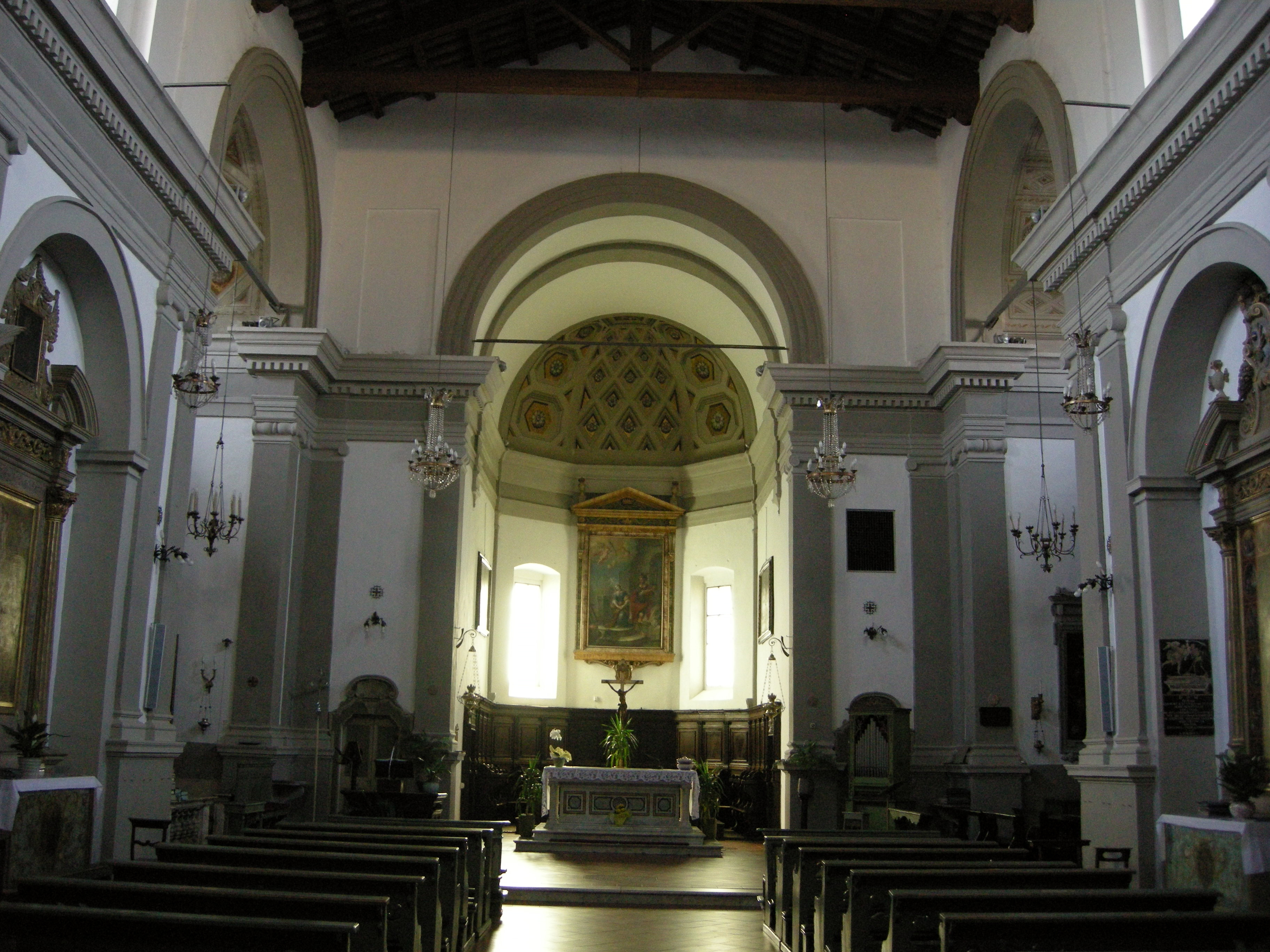
L'interno

### Interno
L'interno dell'edificio si compone di un'unica navata, coperta dal tetto sorretto dalle capriate; le pareti dell'aula, abbellite da lesene ioniche a sostegno del cornicione aggettante, presentano una serie di arcate a tutto sesto attraverso le quali si affacciano i modesti sfondati ospitanti i confessionali e gli altari laterali.
Opere di pregio qui conservate sono l'organo, costruito nel 1734 dal camerinese Feliciano Fedeli, il Crocifisso di scuola fiorentina, risalente al XVI secolo, la pala raffigurante la Madonna del Carmine assieme alle Sante Martiri Reparata e Caterina, eseguita da Pier Paolo Menzocchi nel 1575, la tela ritraente la Madonna del Rosario con i Santi Domenico e Caterina da Siena, dipinta da Francesco Longhi nel 1610, la rappresentazione seicentesca della Crocifissione, di un'anonima bottega romagnola, e il cinquecentesco candelabro pasquale.